# Philippe Olmer
Philippe Olmer (Paris, 29 avril 1916 - Paris, 19 mars 2010) est un physicien et directeur d'écoles d'ingénieurs. 

## Biographie
Il fait des études supérieures à l'Institut national agronomique, dont il est ingénieur diplômé en 1934, puis à l'Ecole normale supérieure (promotion 1937) et à la faculté des sciences de l'université de Paris de 1937 à 1941. Professeur agrégé de physique en 1942, il obtient le doctorat ès sciences physiques en 1948 avec une thèse principale intitulée Interaction photons-phonons et diffusion des rayons X dans l'aluminium et présentée devant la faculté des sciences de l'université de Paris. 
Il devient professeur à la faculté des sciences de l'université de Nancy 1949-1957), directeur de l'Institut de recherches métallurgiques de Sarrebruck, directeur de l'École nationale supérieure des mines de Nancy  (1951—1957, Bertrand Schwartz lui succède), professeur titulaire de la chaire d'énergetique de la faculté des sciences de l'université de Paris (1957-1963) (successeur de Félix Esclangon) puis chaire d'électrotechnique (1963-1981, échange avec Pierre Aigrain), directeur général du Laboratoire central des industries électriques (1957 à 1981), directeur de l'École supérieure d'électricité (1961—1968), directeur de l'Enseignement supérieur (février-août 1968, succède à Pierre Aigrain, successeur Jean Sirinelli), directeur des études à l'École polytechnique (1969-1970), directeur de l'INA et de l'ENSA de Grignon (1970-1971) puis directeur de Institut national d'agronomie Paris-Grignon (1972-1975).

## Distinctions
- Officier de la Légion d'honneur
- Officier de l'ordre national du Mérite
- Commandeur de l'ordre des Palmes académiques
- Croix de guerre 1939–1945